# 原子數
原子數或原子數目、原子個數（Number of Atoms），是由分子中，特定原子的數目，在化學式中寫在元素符號的右下角。例如，氧分子（O2）是由二個氧原子組成，因此其氧分子的原子數為2。
若以原子數的基礎，可以將分子分類為以下幾種：
- 單原子氣體：由一個原子構成，例如：氦 He、氖 Ne、氬 Ar、氪 Kr（所有的稀有气体都是單原子氣體）
- 双原子分子：由二個原子構成，例如：氫分子 H2、氮分子 N2、氧分子 O2、氟分子 F2、氯分子 Cl2（所有的卤素都是双原子分子）。
- 三原子分子：由三個原子構成，例如臭氧 O3。
- 多原子分子：由三個或三個以上的原子構成，例如白磷 P4、硫 8。

金属以及其他化學元素（例如碳）沒有如上的簡單結構，其結構很複雜，原子之間鏈結的個數也不一定，因此無法得知其原子數，一般會當成1。
相同元素的不同同素异形体，其原子數也可能會不同。
針對单质分子，可以用其分子量和原子量之間的比值來得知其原子數。例如氧分子的分子量是32，而氧原子的原子量是16，因此其原子數是2。

## 參看
- 原子序數
- 分子